# Укромновский сельский совет
 Укромновский сельский совет (укр. Укромнівська сільська рада, крымскотат. Yañı Sarabuz köy şurası) — административно-территориальная единица в Симферопольском районе АР Крым Украины (фактически до 2014 года), ранее до 1991 года — в  составе Крымской области УССР в СССР, до 1954 года — в составе Крымской области РСФСР в СССР, до 1945 года — в составе Крымской АССР РСФСР в СССР.
Население по переписи 2001 года свыше 5 тыс. человек.
В начале 1920-х годов, после отмены системы волостного деления, был образован Ново-Сарабузский сельсовет. Указом Президиума Верховного Совета РСФСР от 21 августа 1945 года после переименования его центра был образован Укромновский сельсовет.
К 2014 году сельсовет состоял из 2 сёл:
- Укромное
- Совхозное

С 2014 года на месте сельсовета находится Укромновское сельское поселение.